# Фрейд, Амалия
Амалия Фрейд (урожд. Амалия Малка Натансон) (18 августа 1836, Броды (теперь Львовская область, Украина) — 12 сентября 1930) — мать Зигмунда Фрейда, австрийского невропатолога, психотерапевта, психолога, культуролога и философа, создателя психоанализа и фрейдизма.
Бабушка Фрейда по линии матери была одесситкой, и до шестнадцати лет Амалия Натансон росла в Одессе, где проживали два её брата; затем с родителями переехала в Вену.
Брак родителей З. Фрейда — Якоба Фрейда и Амалии Натансон, был заключён 29 июля 1855 года в Вене. Амалия была второй женой Якоба Фрейда (1815—1896), — мелкого коммерсанта, торговца шерстью и сукном. Она была более чем вдвое моложе своего мужа: Якобу было 40 лет, Амалии — 19. Она была младше даже обоих сыновей Якоба от его предыдущего брака.
Амалия Натансон родила восьмерых детей. У неё было четырнадцать внуков и девятнадцать правнуков.
После первенца Зигмунда Фрейда, в котором она души не чаяла, «золотого Зиги», у неё родились пять дочерей и два сына: Анна (1858—1955), Роза (1860—1942), Мария (Мици) (1861—1942), Адольфина (Дольфи) (1862—1942), Паула (1864—1942), Юлиус (1857—1858) и Александр (1866—1943).
Взаимную нежную привязанность мать и её сын Зигмунд Фрейд пронесли через всю жизнь.
С 1856 по 1859 семья Фрейд проживала во Фрейберге (Австро-Венгрия, ныне Пршибор, Чехия), затем некоторое время — в Лейпциге.
В 1860 Амалия с семьёй поселилась в Леопольдштадте — еврейском квартале Вены.
Умерла от туберкулёза в преклонном возрасте (95 лет) в Вене.
По предположению украинских историков психоанализа, во Львовской области до сих пор могут проживать родственники Амалии Натансон.